# Щитомордник східний
Щитомордник східний (Gloydius blomhoffii) — вид змій родини гадюкових (Viperidae). Поширений у Південно-Східній Азії. Описано 2 підвиди.  Отруйна змія.
Інша назва «мамуши».

## Опис

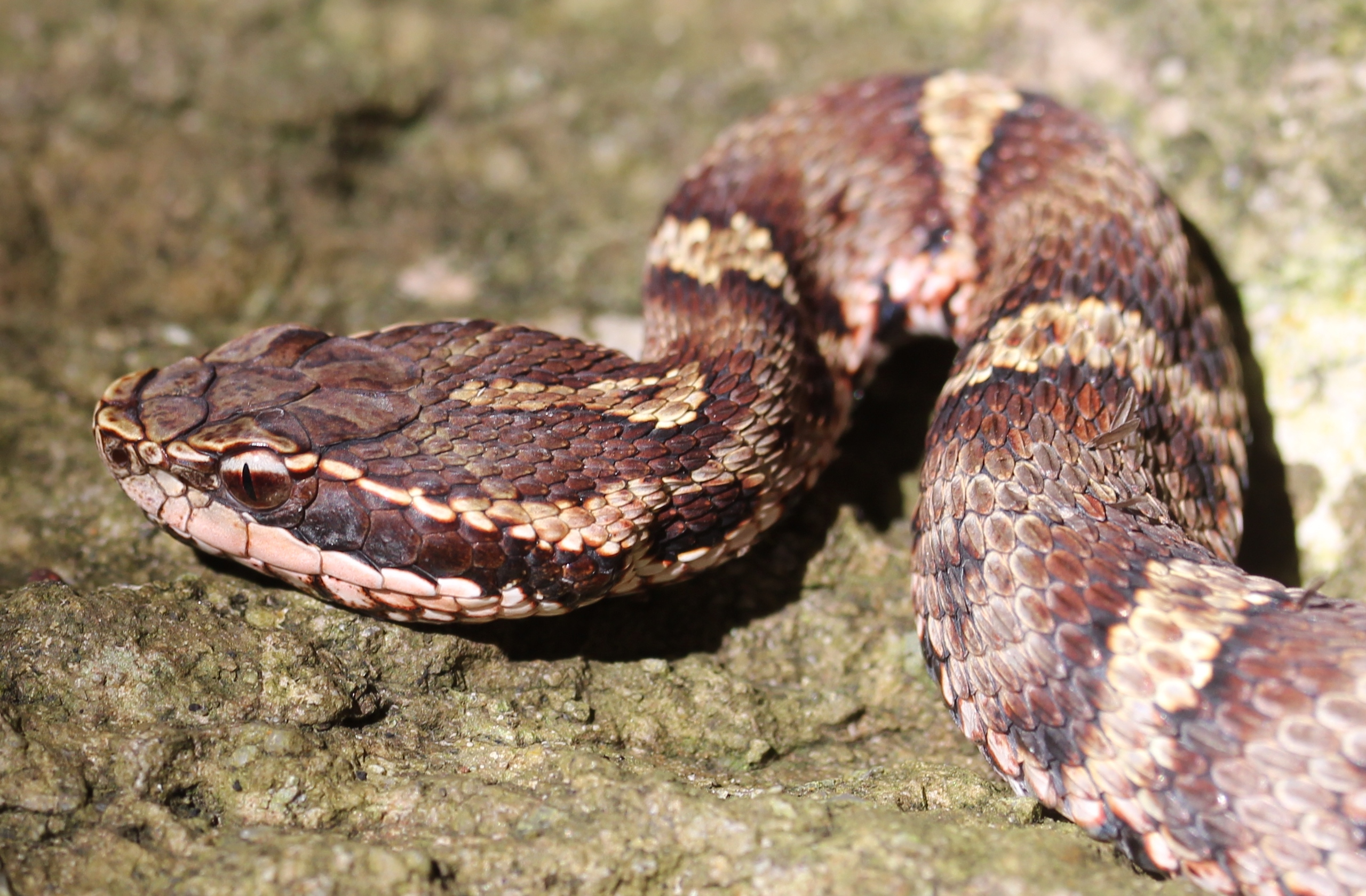

Змія середнього розміру завдовжки до 90 см. Довжина тіла (L. — довжина тіла від кінчика морди до клоаки) може сягати 68 см.  Тулуб товстий, хвіст (L.cd.) короткий: співвідношення  L./L.cd. складає 4,8—7,7. Між оком і ніздрею глибока термочутлива ямка. Зіниця ока вертикальна.
Луска на тулубі з реберцями і двома апікальними порами. Навколо середини тулуба (Sq.) розташовано 21 ряд луски. Черевних щитків (Ventr.) 123—166, підхвостових (Scd.) — 31—56 пар. Анальний щиток 1.
Голова зверху вкрита великими симетричними щитками, які утворюють плаский щит. На голові луска утворює своєрідний гребінець. 
Спина сіро-бежевого, буро-сірого або коричневого кольору з широкими охристо-коричневими кільця або ромбоподібними, парними еліптичними плямами. В середині ці плями світлі, а зовні облямовані чорною смугою. З боків тіла є рядок темних округлих плям. Черево темне.

## Поширення
Вид поширений на Корейському півострові, у Північно-Східному Китаї, в Японії, на о.Кунашир (Росія). 

## Особливості біології
Відносно маловивчений вид. Населяє узлісся, вологі, відкриті місцевості, високотравні луки та болота, межі рисових полів. Після зимівлі виходить у квітні — травні. У теплий сезон активний вдень і присмерком. 
Належить до яйцеживородних змій. Восени самка народжує від 2 до 8 дитинчат завдовжки близько 15 см.
Харчується дрібними гризунами, жабами, птахами, зрідка ловить рибу.

## Охорона

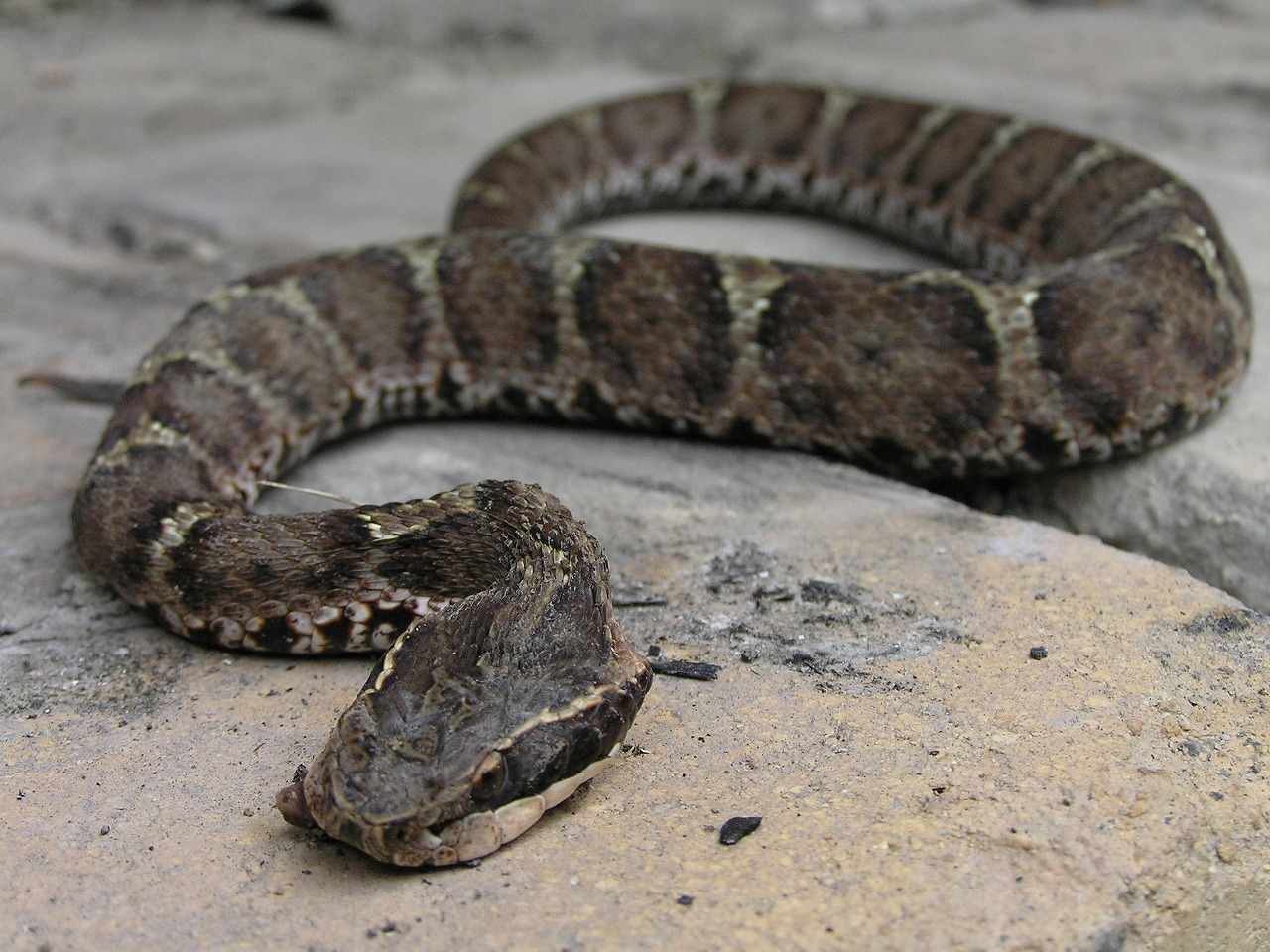

Стан більшості природних популяцій виду в межах ареалу залишається більш-менш стабільним. Саме тому він, згідно Червоного списку МСОП, отримав охоронний статус «відносно благополучний вид».

## Практичне значення
Отрута щитомордника володіє кардіостатичною, геморагічною та коагуляційною дією. У місці укусу виникає сильний біль, утворюється геморагічний набряк. Крововилив може поширюватись у глибші тканини організму. Серед людей смертних випадків не зареєстровано, але сільськогосподарські тварини, наприклад коні, досить чутливі до його отрути і гинуть після укусу. 
М'ясо щитомордників вживається в їжу японцями і корейцями в сушеному вигляді. Крім того, воно вважається у них цілющим засобом проти деяких хвороб і тому високо цінується.

## Систематика
Описано 2 підвиди. Номінативний підвид Gloydius blomhoffii blomhoffii поширений в Японії. Материкову частину ареалу займає Gloydius blomhoffii brevicaudatus, який відрізняється більшим числом плям на боках тулуба.